# جائزة موناكو الكبرى 2014
جائزة موناكو الكبرى 2014 (بالإنجليزية: 2014 Monaco Grand Prix)‏ هو سباق فورمولا 1 أقيم بتاريخ 25 مايو 2014 في حلبة موناكو. كان السادس من أصل 19 في بطولة العالم لسباقات الفورمولا واحد موسم 2014. حلّ الألماني نيكو روسبيرغ أولا بينما جاء البريطاني لويس هاملتون في المركز الثاني وحصل على المركز الثالث الأسترالي دانيل ريكاردو.